# Krajowa Spółka Cukrowa

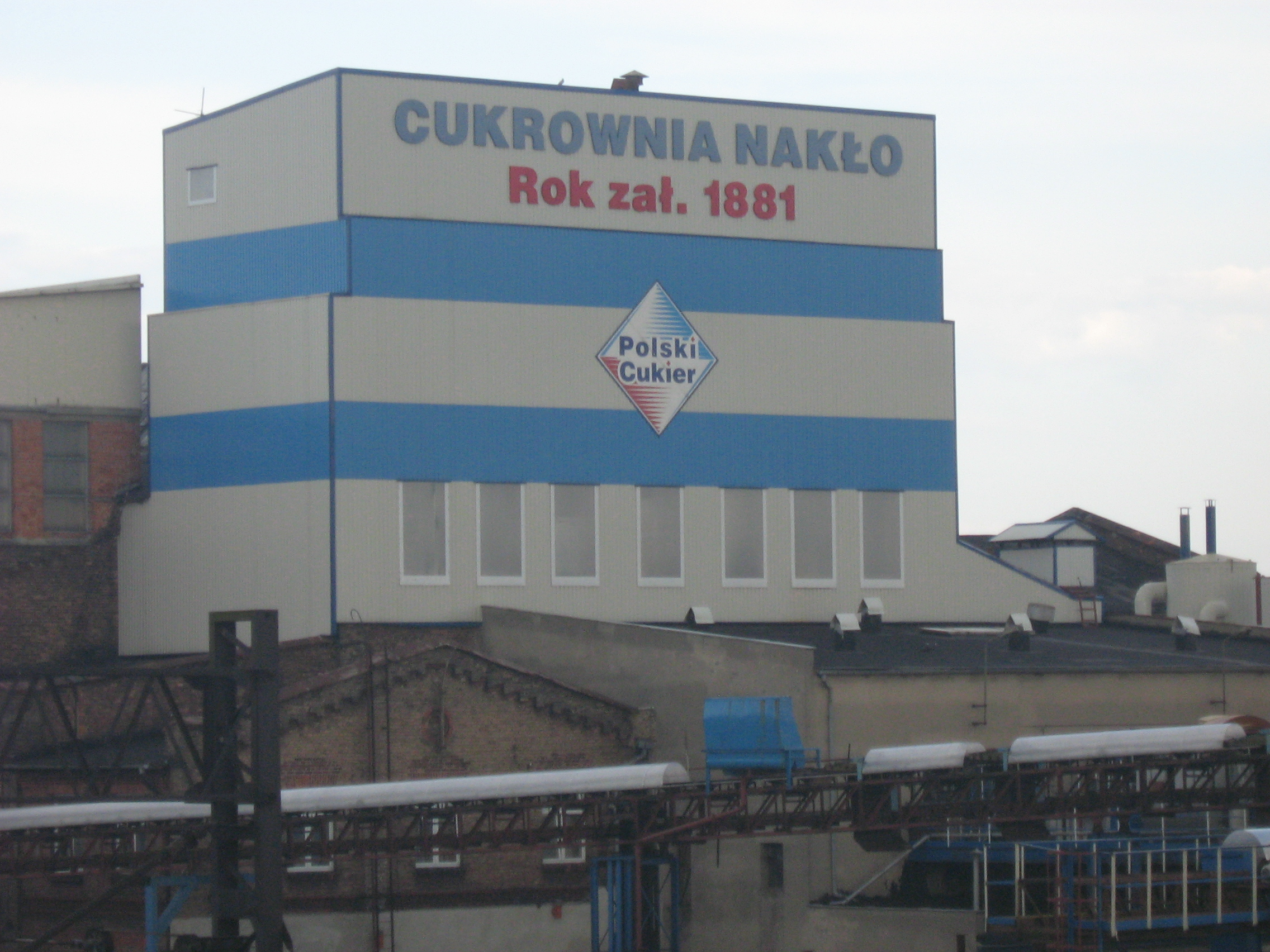
Die Zuckerfabrik in Nakło nad Notecią.

Krajowa Spółka Cukrowa Spółka Akcyjna (KSC) (polnisch für Landeszuckergesellschaft, kurz Polski Cukier) ist eine polnische Aktiengesellschaft, an der das polnische Schatzministerium 80 Prozent der Aktien besitzt. Das Unternehmen produziert etwa 40 Prozent des polnischen Zuckers.

## Unternehmensprofil
Durch Zusammenschluss der drei staatlichen Zuckergesellschaften, Mazowiecko-Kujawska (Masowien-Kujawien), Poznańsko-Pomorska (Posen-Pommern) und Lubelsko-Małopolska Spółka Cukrowa (Lublin-Kleinpolen) entstand im August 2002 die heutige Gesellschaft. Das Unternehmen vereint 27 Zuckerfabriken in Polen und hatte in den Jahren 2004/2005 einen Anteil von 39,4 % an der polnischen Zuckerproduktion. 2005 konnte die Gesellschaft mit 4671 Mitarbeitern einen Umsatz von 1,77 Mrd. PLN erwirtschaften und dabei einen Nettogewinn von 7,4 Mio. PLN erzielt.
Neun Fabriken der KSC wurden geschlossen und drei Standorte umfunktioniert. In Rejowiec produziert man jetzt Paletten, in Borowiczki ist ein Vertriebszentrum für Pflanzenschutzmittel entstanden und in Opole Lubelskie stellt man Süßigkeiten her. Analysten sagen, dass die Zahl der Fabriken auf neun halbiert werden müsste, damit KSC rentabel arbeiten und im Wettbewerb bestehen kann.
Um mit ihren Mitbewerbern konkurrieren zu können, plant das KSC-Management seit März 2006 die Schließung der Zuckerfabriken Tuczno, Częstocice, Mała Wieś, Ostrowy und Wożuczyn, wobei sie die Quoten, wie viele Tonnen Zuckerrüben von den Bauern abgekauft werden sollen, aufrechterhalten will.

### Rentabilität
Die Zuckerfabriken arbeiten immer nur einige Monate im Jahr. Je länger diese Produktionssaison dauert, umso rentabler ist das Unternehmen. In den Fabriken von KSC dauerte die Saison 2004/2005 im Schnitt 65 Tage, während der Mitbewerber British Sugar seine Zuckerfabrik Glinojeck beispielsweise 100 Tage ausgelastet hat. British Sugar will zukünftig in Glinojeck die Zuckerrüben zunächst zu Zwischenprodukten und später erst zu Zucker verarbeiten, um die Saison weiter zu verlängern. Dadurch soll die Saison in Glinojeck auf 110 bis 120 Tage verlängert werden.

### Anteile an der Zuckerproduktion in Polen
In der Saison 2004/2005 hatten die größten Zucker-Unternehmen in Polen folgende Marktanteile:
- Krajowa Spółka Cukrowa – 39,4 %
- Südzucker – 25,3 %
- Pfeifer & Langen – 15,8 %
- British Sugar – 10,9 %
- Nordzucker – 8,6 %

Im Jahr 2006 will British Sugar zwei Fabriken und Pfeifer & Langen drei Fabriken in Polen schließen.